# Alfred Bamer

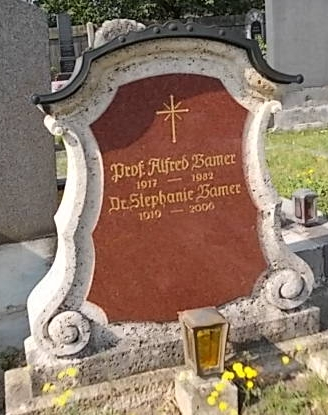
Grabstätte von Alfred Bamer

Alfred Bamer (* 11. Jänner 1917 in St. Marien; † 15. Dezember 1982 in Wien) war ein österreichischer Komponist und Kirchenmusiker.

## Leben
Bamer studierte von 1936 bis 1938 an der Philosophisch-Theologischen Diözesanlehranstalt in Linz und von 1938 bis 1940 an den Universitäten in Innsbruck und Wien (Rechtswissenschaft).
Seine Musikausbildung erhielt er unter anderem bei Joseph Kronsteiner und Franz Xaver Müller, 1932 wurde er Organist an der Studentenkapelle im Petrinum in Linz. Ab 1946 war er Chordirektor und Organist der Karmeliterkirche in Wien. Ab 1947 war er Sekretär der Diözesankommission für Kirchenmusik der Erzdiözese Wien. Er wirkte als Dirigent von kirchenmusikalischen Aufführungen im ORF, als Theorie- und Orgellehrer am Diözesankonservatorium für Kirchenmusik der Erzdiözese Wien und Redakteur der Singenden Kirche. Er liegt auf dem Döblinger Friedhof (20-8-12) in Wien begraben.